# Список персонажів телесеріалу «Загублені»
Список містить персонажів американського драматико-пригодницького фантастичного телесеріалу-робінзонади «Загублені». Всі нижче перераховані персонажі були створені Деймоном Лінделофом, Дж. Дж. Абрамсом і Джеффрі Лібером. Серіал стежить за долею тих, хто вижив у авіакатастрофі на таємничому тропічному острові, після того як їх рейс терпить крах на півдні Тихого океану. Кожна серія, як правило показуує основну сюжетну лінію на острові і другорядну, показує нам життя персонажа з іншого боку.
З 324 пасажирів, що летіли з Сіднея у Лос-Анджелес на борту літака рейсу 815, падіння пережили 71 (70 осіб і одна собака). Перший сезон налічує 14 головних героїв, що зробило серіал другим за величиною акторського складу після «Відчайдушних домогосподарок». Якщо через великий склад акторів для продюсерів серіал стає все дорожчим, то для авторів все гнучкішим щодо сюжету. Виконавчий продюсер Браян Берк: «Можна створити більше взаємодій між героями та урізноманітнити героїв, створити більше історій з минулого, любовних трикутників».
Головні та другорядні персонажі телесеріалу зазначені у стовчику:
- Джек Шепард
- Джеймс Форд
- Кейт Остін
- Джон Локк
- Х'юго Реєс
- Клер Літтлтон
- Бенджамін Лайнус
- Деніел Фарадей
- Саїд Джарра
- Дезмонд Г'юм
- Рікардо Олперт
- Шеннон Разерфорд
- Майкл Доусон
- Чарлі Пейс
- Бун Карлайл
- Волтер Ллойд
- Ана-Люсія Кортес
- Даніель Руссо
- Шарлотта Льюїс
- Майлз Штром
- Джин Су Квон
- Сун Хва Квон
- Френк Лапідус
- Ітан Ром
- Джулієт Берк
- Том Френдлі
- Чарльз Відмор
- Алекс Руссо
- Джейкоб (Загублені)
- Містер Еко
- Монстр
- Елізабет Сміт
- Пенні Відмор
- Крістіан Шепард
- Роуз та Бернард
- Ілана Верданськи[en]
- Ніккі та Пауло
- П'єр Чан
- Мартін Кімі

## Персонажі та їх роль у сюжеті
Дебютний сезон розпочав рекламу чотирнадцяти героїв. Нейвін Ендрюс зіграв колишнього Іракського Республіканського військового Саїда Джарра. Емілі де Ревін зіграла вагітну австралійку Клер Літтлтон. Метью Фокс отримав роль неспокійного хірурга та головного героя Джека Шепарда. Хорхе Гарсія зіграв Г'юґо «Герлі» Реєса, нещасливець, який виграв у лотерею. Меґґі Грейс зіграла Шеннон Разерфорд, колишню вчительку танців. Джош Голловей зіграв шахрая Джеймса «Соєра» Форда. Юнджин Кім зіграла Сан Квон, доньку впливового бізнесмена і мафіозі, разом з Деніелом де Кім у ролі чоловіка Джин Су Квона. Еванджелін Ліллі зіграла втікачку Кейт Остін. Домінік Монаган зіграв колишню рок-зірку наркомана Чарлі Пейса. Террі О'Квінн зіграв таємничого Джона Лока. Гарольд Перріно зіграв працівника у сфері будівництва Майкла Доусона, разом з молодим актором Малкольмом Девідом Келлі, який зіграв його малого сина Волта Ллойда. Ієн Сомергелдер зіграв Буна Карлайла головного виконавчого директора весільної компанії його матері і звідного брата Шеннон.
Впродовж перших двох сезонів деякі герої зникали, щоб поступитися новим героям з новими історіями. Бун Карлайл був першим головним героєм, якого викреслили із сценарію, коли він помер наприкінці першого сезону. Волт став зіркою-гостем після закінчення першого сезону, кілька раз з'являючись у серіях другого сезону. Відхід Шеннон відкрив сезон для нових героїв Містера Еко, нігерійського католицького священика і колишнього злочинця, якого зіграв Адевале Акінуойє-Агбадже; Ана Лусія Кортез — працівник служби безпеки аеропорту, колишній офіцер поліції, яку зіграла Мішель Родрігес; і психолог Ліббі, яку зіграла Сінтія Ватрос. Ану Лусію і Ліббі виписали із сценарію наприкінці другого сезону.
У третьому сезоні Генрі Ієн Кусік отримав роль шотландського солдата Дезмонда Г'юма, так само як Майкл Емерсон отримав роль Бена Лайнуса (раніше відомого як Генрі Ґейла), одного з головних «Інакших». До того ж, троє нових акторів приєднались до постійного складу: Елізабет Мітчел, у ролі гінеколога «Інших» Джуліет Берк, і Кіелі Санчез та Родріго Санторо, які були подружньою парою на другому плані у ролі Ніккі і Пауло Фернандес. Еко вирізали на початку сезону, а Ніккі та Пауло вирізали із сценарію в середині третього сезону після їх дебютної серії. Чарлі зник вкінці третього сезону.
В третьому сезоні, Гарольд Перріно знову приєднався до основного складу, повернувши героя Майкла Доусона, тепер самогубного і відчайдушного персонажа, який намагається спокутувати колишні гріхи. Разом з Перріно з'являються нові актори — Джеремі Девіс як Деніел Фарадей, нервовий фізик, який має наукове зацікавлення щодо острова; Кен Леунг у ролі Майлза Строма, саркастичного персонажа, який ніби то розмовляє з привидами, і Ребекка Мейдер як Шарлотта Стейплз Льюіс, практичний і рішучий антрополог та успішний вчений — приєднались до акторського складу. Клер, яка таємниче зникла разом з своїм біологічним батьком наприкінці сезону, не повернулась у серіях п'ятого, але повернулась у шостому і фінальному сезоні. Майкл зник наприкінці четвертого сезону.
У п'ятому сезоні не відбулося оновлення акторського складу, не зважаючи на це кілька героїв залишає серіал: Шарлотта залишила сезон рано — у п'ятій серії, за нею Даніель і Джульет у перед останній серії.
Шостий сезон побачив кілька змін акторського складу; три попередніх персонажі ввійшли до основного складу: Нестор Карбонелл — загадковий, нестаріючий один з Інших — Річард Олперт, Джеф Фейї у ролі пілота Френка Лапідуса і Зулейка Робінсон — загадкова пасажирка рейсу «Аджира 316» — росіянка Ілана (Ілона) Верданськи. Додатково кілька колишніх членів акторського складу: Іян Сомерхелдер, Домінік Монаган, Ребекка Мейдер, Джеремі Девіс, Елізабет Мітчел, Меґґі Грейс, Мішель Родріґес, Гарольд Перріно і Синтія Ватрос зробили повторну появу. В останній серії «Кінець», колишні члени акторського складу Домінік Монаган, Елізабет Мітчел, Іян Сомерхелдер, Джеремі Девіс, Меґґі Грейс, Ребекка Мейдер і Синтія Ватрос разом із запрошеними зірками Семом Андерсоном, Л. Скоттом Колдвелом, Француа Чау, Фіоннула Фленаґан, Соня Вальгер і Джон Террі згадувались у списку акторів разом з основним складом.
Багато персонажів другого плану отримали значнішу і повторну появу у прогресивному сюжеті. Даніель Руссо (Міра Ферлан) — француженка, член наукової експедиції на острові, голос якої з'являється у початкових серіях, стала активним персонажем впродовж наступних серій; вона шукає свою доньку, яка пізніше раптом опиняється в особі Алекс Руссо (Таня Реймонд). Сінді (Кімберлі Джозеф), з обслуговчого персоналу рейсу, яка з'являється у дебютній серії, виживає у катастрофі і згодом стає однією з Інших. У другому сезоні, подружжя Роуз Гендерсон (Л. Скотт Колдуел) і Бернард Недлер (Сем Андерсон), опинились на протилежних сторонах острова (вона з головними героями, він з пасажирами хвоста літака) і з'являлись у спалахах минулого після того як зустрілись. Корпоративний магнат Чарльз Відмор (Алан Дейл) має зв'язки з Беном і Дезмондом. Дезмонд закоханий у його доньку Пенелопу (Пенні) Відмор (Соня Волгер). Поява «Інших», жителів острова, дала можливість познайомитись з такими героями: Том, відомий як містер Френдлі (М. Сі. Гейні) та Ітан Ром (Вільям Мапотер), всі вони були присутні і в спалахах минулого, і в самій історії. Батько Джека Крістіан Шепард (Джон Террі) з'явився у багатьох спалахах багатьох персонажів. У третьому сезоні Наомі Дорріт (Марша Томасон), висадилась з парашутом на острів, лідер команди, яку найняв Відмор для пошуків Бенджаміна Лайнуса. Один з членів її команди включаючи безжалісного найманця Мартіна Кімі (Кевін Дюран).
Фактичним ворогом впродовж серій залишалося таємниче, чорне димове створіння відоме як «Монстр». Так було до останньої серії п'ятого сезону доки він не з'явився в лиці людини, чоловіка середніх років, одягненого в чорне вбрання якого назвали «Людиною в чорному». У шостому сезоні він з'являється в особі Джона Локка (і тому Террі О'Квін грає подвійну роль).